# 牟子镇
牟子镇，是中华人民共和国四川省乐山市市中区下辖的一个乡镇级行政单位。2019年12月，撤销关庙乡，将其所属行政区域划归牟子镇管辖。将牟子镇翡翠社区、沟儿口村、马边河村、三桥村所属行政区域划归全福街道管辖。

## 行政区划
牟子镇下辖以下地区：
牟子场社区、翡翠社区、沟儿口村、马边河村、三桥村、白果村、武皇村、老龙村、强华村、鸣凤村、菜莉村和槐子村。
调整后，牟子镇辖牟子场社区、白果村、武皇村、老龙村、菜利村、强鸣村、槐子村和原关庙乡所属行政区域。